# Medicinsk humaniora
Medicinsk humaniora är ett tvärvetenskapligt område inom vetenskapen medicin, inklusive hälsoforskning och farmaci, och inkluderar humaniora (filosofi, etik, historia och religion), samhällsvetenskap (psykologi, sociologi, antropologi, kulturvetenskap och medicinsk geografi) samt konstarterna litteratur, teater, film och bildkonst och dessas tillämpning inom utbildning och verksamheten inom medicinområdet.
Medicinsk humaniora använder tvärvetenskaplig forskning för att undersöka hur hälsa och sjukdom upplevs med fokus på subjektiva och undermedvetna upplevelser. Styrkan i denna tvärvetenskapliga ansats har gett ämnet en stor bredd och uppmuntrat kreativa nya infallsvinklar.
Medicinsk humaniora överlappar till viss del med medicinhistoria.
I Sverige finns år 2022 tre centrumbildningar med inriktning mot medicinsk humaniora. 